# Georges Washington de La Fayette
Pour les articles homonymes, voir George Washington (homonymie) et Lafayette.
Georges Washington de La Fayette, Georges-Louis-Gilbert Dumotier de La Fayette à l'état civil, né le 24 décembre 1779 à Paris et mort le 29 novembre 1849  à Courpalay (Seine-et-Marne), est un militaire et homme politique français. Seul fils du marquis de La Fayette et de Marie Adrienne Françoise de Noailles, il doit ses prénoms au général américain, qui était considéré par le Marquis comme son « père adoptif ».

## Biographie
Georges Washington de La Fayette eut pour parrain le général George Washington, à qui il fut envoyé par sa mère, au mois de février 1795, pendant que cette femme, accompagnée de ses deux filles, se dévouait à partager dans les cachots d'Olmutz la captivité de son mari. 
Au bout de deux ans et demi de séjour à Mount Vernon, Georges revint en France, embrassa le métier des armes après la délivrance de son père, et obtint, à l'époque de la bataille de Marengo, une sous-lieutenance de hussards. Il fut successivement aide de camp des généraux Canclaux, Dupont[réf. nécessaire] et Grouchy, et fit avec honneur les campagnes d'Italie, d'Autriche, de Prusse et de Pologne. Au passage du Mincio, il fut atteint de trois balles qui ne lui causèrent que de légères blessures. À la bataille d'Eylau, il eut le bonheur de sauver le général Grouchy, qu'entouraient des escadrons ennemis. Georges de La Fayette fut proposé plusieurs fois pour un grade supérieur ; mais Napoléon Ier, indisposé par l'isolement de son père, lui refusa toute espèce d'avancement, et ne voulut pas même consentir à ce que son beau-frère Joachim Murat se l'attachât en qualité d’officier d’ordonnance.
Georges de La Fayette renonça au service militaire après la campagne de 1807, se retira au château de la Grange-Bléneau à Courpalay, et ne prit aucune part aux affaires publiques jusqu'après 1815, époque où le département de la Haute-Loire l'envoya siéger à la chambre des Cent-Jours. Sa carrière parlementaire n'éprouva plus dès lors que de rares et courtes interruptions. Il profita de l'une d'elles pour accompagner son père dans le voyage triomphal qu'il fit aux États-Unis, en 1824, et reprit, par suite des élections de 1827, la place qu'il avait constamment occupée à l'extrême-gauche de la chambre.
Lors de la révolution de juillet 1830, il remplit auprès de son père, alors commandant supérieur des gardes nationales de France, les fonctions d’aide de camp, et donna sa démission lorsque le général résigna son commandement. Georges de La Fayette ne cessa, jusqu'à la révolution de 1848, de représenter à la chambre l’arrondissement de Coulommiers, et se distingua par la persistance de son opposition au gouvernement de Louis-Philippe Ier (il fit d'ailleurs, comme son père, partie de la société Aide-toi, le ciel t'aidera). Mais il n'aborda que rarement la tribune et seulement pour défendre les actes ou les principes politiques de son père, auquel il avait voué une vénération et un attachement sans bornes. En décembre 1834, il fait partie des fondateurs de la Société française pour l'abolition de l'esclavage.
Il appartint comme député de Seine-et-Marne à l'assemblée constituante de 1848, et fut nommé vice-président de cette assemblée. Il ne fit pas partie de celle qui lui succéda, et mourut le 29 novembre 1849 au château de la Grange-Bléneau à Courpalay (Seine-et-Marne).

## Postérité
Il avait épousé en 1802 Françoise Émilie Destutt de Tracy (1780-1860), fille du philosophe Antoine Destutt de Tracy, et sœur de Victor Destutt de Tracy, dont il eut deux fils (Oscar et Edmond) et trois filles, Nathalie, Mathilde et Clémentine, mariées respectivement à Adolphe Perier (1802-1862), neveu de Casimir Perier, Maurice-Poivre Bureaux de Pusy, et Gustave de Beaumont.

## Armoiries
| Figure | Blasonnement                                                                         |
|        | Armes des Motier de La Fayette : De gueules à la bande d’or et à la bordure de vair. |

## Source
- « Georges Washington de La Fayette », dans Louis-Gabriel Michaud, Biographie universelle ancienne et moderne : histoire par ordre alphabétique de la vie publique et privée de tous les hommes avec la collaboration de plus de 300 savants et littérateurs français ou étrangers, 2e édition, 1843-1865 [détail de l’édition]
- « Georges Washington de La Fayette », dans Adolphe Robert et Gaston Cougny, Dictionnaire des parlementaires français, Edgar Bourloton, 1889-1891 [détail de l’édition]